# Sör-Hötjärnen
Sör-Hötjärnen är en sjö i Piteå kommun i Norrbotten och ingår i Lillpiteälvens huvudavrinningsområde.